# Васильева, Ольга Юрьевна
О́льга Ю́рьевна Васи́льева (род. 13 января 1960, Бугульма, Татарская АССР) — российский государственный деятель, историк, религиовед, академик Российской академии образования (2021), заслуженный деятель науки Российской Федерации (2024). Президент Российской академии образования с 30 июня 2021 года. Доктор исторических наук (1998), профессор (2005).
Министр образования и науки Российской Федерации с 19 августа 2016 по 8 мая 2018 года (исполняющая обязанности с 8 по 18 мая 2018). Министр просвещения Российской Федерации с 18 мая 2018 по 15 января 2020 года (исполняющая обязанности с 15 по 21 января 2020).
Первая женщина — министр просвещения (образования) в истории России. Заведующая кафедрой государственно-конфессиональных отношений Института государственной службы и управления РАНХиГС (с 2002), почётный профессор Московского государственного гуманитарно-экономического университета. Действительный государственный советник Российской Федерации 2-го класса (2014).

## Биография

### Ранние годы и научная работа
Родилась 13 января 1960 года в городе Бугульма Татарской АССР.
Среднюю школу окончила в 15 лет, в 1979 году окончила дирижёрско-хоровое отделение Московского государственного института культуры. С 1979 года по 1982 год работала учителем пения в школах № 578 и № 91 Москвы. В 1982 году поступила на вечернее отделение исторического факультета Московского государственного заочного педагогического института, работала учителем истории в старших классах в московской школе № 91. Являлась членом студенческих отрядов.
В 1987 году окончила институт и начала обучение в аспирантуре Института истории СССР (ныне Институт российской истории РАН).
В 1990 году в Институте истории СССР под научным руководством Георгия Куманёва защитила диссертацию на соискание учёной степени кандидата исторических наук по теме «Советское государство и патриотическая деятельность Русской православной церкви в годы Великой Отечественной войны» (специальность — «история СССР»). Официальные оппоненты — доктор исторических наук Ю. П. Шарапов, кандидат исторических наук В. Г. Овчинников. Ведущая организация — Московский государственный институт культуры. Эта работа стала первым трудом в российской историографии, посвящённым истории РПЦ и государственно-церковным отношениям в XX веке.
В 1998 году защитила диссертацию на соискание учёной степени доктора исторических наук по теме «Русская православная церковь в политике советского государства в 1943—1948 годах» (специальность — «Отечественная история»).
В 1991—2002 годах работала в Центре истории религии и церкви Института российской истории РАН младшим научным сотрудником, научным сотрудником, ведущим научным сотрудником, руководителем центра истории религии и церкви. В марте 2022 года вновь возглавила Центр истории религии и церкви в ИРИ РАН.
В 2002 году возглавила кафедру государственно-конфессиональных отношений Российской академии народного хозяйства и государственной службы при президенте Российской Федерации. С 2003 года — преподаватель Сретенской духовной семинарии.
В 2007 году окончила Дипломатическую академию МИД РФ по специальности «Международные отношения».

### Государственная служба

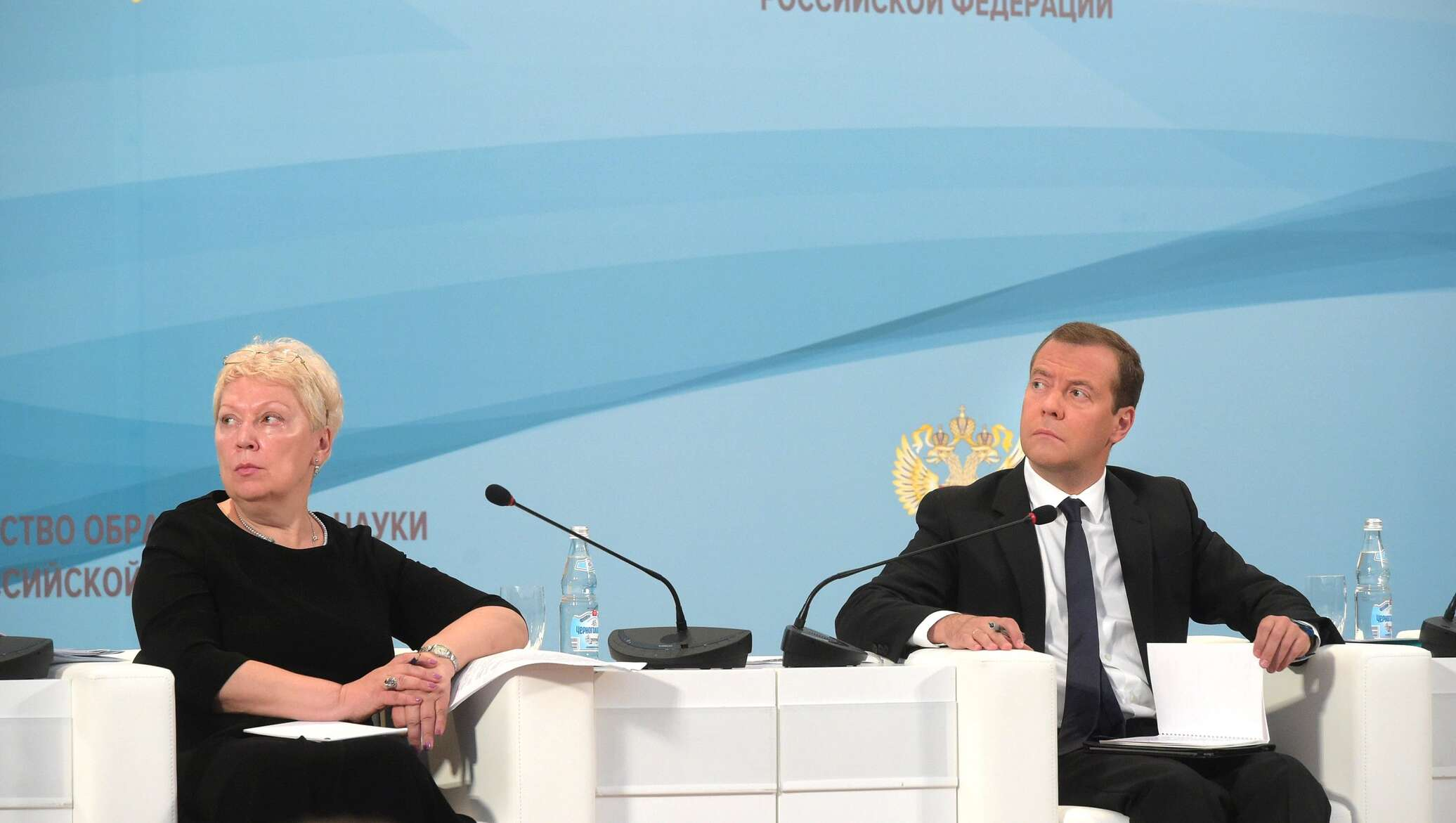
Ольга Васильева и глава Правительства РФ Дмитрий Медведев на Всероссийском августовском совещании педагогических работников в Москве, 20 августа 2016 года

В феврале 2012 года Васильева была назначена на должность заместителя директора департамента культуры правительства Российской Федерации. 20 октября 2012 года было образовано управление по общественным проектам Администрации президента Российской Федерации, в начале 2013 года Васильева была назначена на должность заместителя его руководителя.
В 2014 году была одним из инициаторов дискуссии о консерватизме на площадке Общероссийского народного фронта. Входила в совет по подготовке программ по курсу «Отечественная история» при министерстве образования Российской Федерации, комиссию по делам религиозных объединений при правительстве Российской Федерации и рабочую группу комиссии при президенте по делам инвалидов по вопросам создания условий для участия инвалидов в культурной жизни общества. Являлась членом Совета по освещению религиозной тематики в электронных СМИ при министерстве по делам печати, телерадиовещания и средств массовых коммуникаций.
Указом президента Российской Федерации Владимира Путина от 16 сентября 2014 года Васильевой присвоен классный чин «действительный государственный советник Российской Федерации 2 класса».
19 августа 2016 года на рабочей встрече с президентом России Владимиром Путиным в аэропорту Бельбек в Крыму председатель правительства РФ Дмитрий Медведев поднял тему смены руководства в Министерстве образования и науки. «На смену Дмитрию Ливанову я предложил бы назначить женщину — Ольгу Юрьевну Васильеву, которая имеет хороший послужной список», — высказался глава правительства. Президент предложение одобрил и в тот же день подписал указ о назначении Васильевой министром образования и науки РФ, в соответствии с пунктом «д» статьи 83 Конституции России. Вскоре в газете «Комсомольская правда» вышло интервью с Васильевой, согласно которому она восприняла назначение как «божествование». Позже министр пояснила, что произнесла слово «долженствование», а журналисты неправильно расслышали её комментарий; журналист подтвердил эту версию и принёс извинения.
Возглавляла Минобрнауки до его разделения в мае 2018 года на Министерство просвещения и Министерство науки и высшего образования. После этого разделения Васильева заняла пост министра просвещения РФ. В июне 2018 года Васильева поддержала повышение возраста выхода на пенсию. 15 января 2020 года в связи с уходом Правительства РФ в отставку покинула данный пост. В состав нового Правительства не вошла.

## Научная деятельность
Васильева является автором более 160 научных работ, под её руководством подготовлено и защищено 3 докторские и более 25 кандидатских диссертаций. Сфера её научных интересов затрагивает историю Русской православной церкви в XX веке, государственно-церковные отношения в советский период, международные отношения, проблемы религиозно-политического экстремизма и т. д. Является критиком гуманитарных программ, реализовывавшихся в России Фондом Дж. Сороса.
С 1989 по 2008 год опубликовала в соавторстве более 90 статей на богословские темы. Автор статей в научных журналах «Вопросы истории», «Исторический архив», «Российская история», «Труды института российской истории РАН», «Исторический вестник», «Православный Палестинский сборник», «Государство, религия, церковь в России и за рубежом», «Россия и мусульманский мир», «Тетради по консерватизму», Osteuropa, в журналах «Журнал Московской патриархии», «Наука и религия», «Альфа и омега», «Наш современник», «Санкт-Петербургская панорама», «Мир национальностей», «Свет евангелия», «Церковно-исторический вестник», «Соборность», «Приход, православный экономический вестник», La Nuova Europa, The New Times, Religio; газетах «Ленинградский рабочий», «Литературная Россия», «Независимая газета», Frankfurter Allgemeine Zeitung; интернет-издании «Православие.ru».
Составитель сборника «Русская православная церковь в годы Великой Отечественной войны» (2009), автор 8 монографий, в том числе «Скрытая правда войны: 1941 год. Неизвестные документы» (1992), «Красные конкистадоры» (1994), «Русская православная церковь в политике советского государства 1943—1948 гг.» (1999), «Русская православная церковь и Второй Ватиканский Собор» (2004); статей «Колокольный стон индустриализации» (1990), «Бриллианты для диктатуры пролетариата» (1992), «Ватикан в горниле войны» (1995), «Сталин и Ватикан» (1995); учебника «История религий в России» (2004), книг «Церковь и война» (2005), «Духовенство на войне» (2005), «Государственно-церковные отношения хрущёвского периода» (2005), «Власть и Русская православная церковь (1945—1991)» (2005), «Церковь и власть в XX веке» (2007), «Сокрушение совести. Из истории церковно-государственных отношений в 1917 г.» (2007) и других работ.
Входит в состав редакционных коллегий журналов «Вестник церковной истории», «Государство, религия, церковь в России и за рубежом» и «Историко-религиоведческие исследования», а также является членом Международной ассоциации по истории религий (англ. International Association for the History of Religions).
Председатель диссертационного совета по философской антропологии, философии культуры, философии религии и религиоведению на базе Российской академии народного хозяйства и государственной службы при Президенте Российской Федерации. В 2016—2017 годах — заместитель председателя объединённого диссертационного совета по теологии на базе общецерковной аспирантуры и докторантуры имени святых равноапостольных Кирилла и Мефодия, Православного Свято-Тихоновского гуманитарного университета, Московского государственного университета имени М. В. Ломоносова и Российской академии народного хозяйства и государственной службы при президенте Российской Федерации.
С марта 2020 года — председатель попечительского совета Российской академии образования. Её назначение было критически воспринято рядом членов академии. 30 июня 2021 года Ольга Васильева была избрана президентом РАО. Выборы прошли путем тайного голосования в электронном виде, Васильева была единственным кандидатом.

## Семья
Отец — Юрий Васильев, учёный-математик. «Мой отец всю жизнь занимался математикой, он привил нам — мне и моей сестре — любовь к истории, к литературе. Поэтому заниматься историей для меня было вполне естественным делом», — отмечала Васильева.
Сестра — Ирина Юрьевна Васильева, руководитель международных проектов издательства «Просвещение».
Согласно официальным данным, Васильева замужем, имеет дочь.

## Награды
- Почётная грамота Правительства Российской Федерации (13 января 2020 года) — за большой вклад в развитие образования и многолетнюю плодотворную деятельность[43].

Ведомственные награды
- Почётная грамота Российской академии образования (2017) — за помощь в реализации программы развития Российской академии образования[44].
- Медаль К. Д. Ушинского (Минобрнауки России; 2022)[45].
- Медаль «За вклад в реализацию государственной политики в области образования и научно-технологического развития» (Минобрнауки России; 2021)[46].

Конфессиональные награды
- Патриарший знак «За труды по духовно-нравственному просвещению» (19 октября 2021 года) — за многолетнюю поддержку просветительных проектов Русской Православной Церкви и труды по составлению и изданию учебника «Основы православной культуры. 4-й класс»[47].

## Оценки и мнения

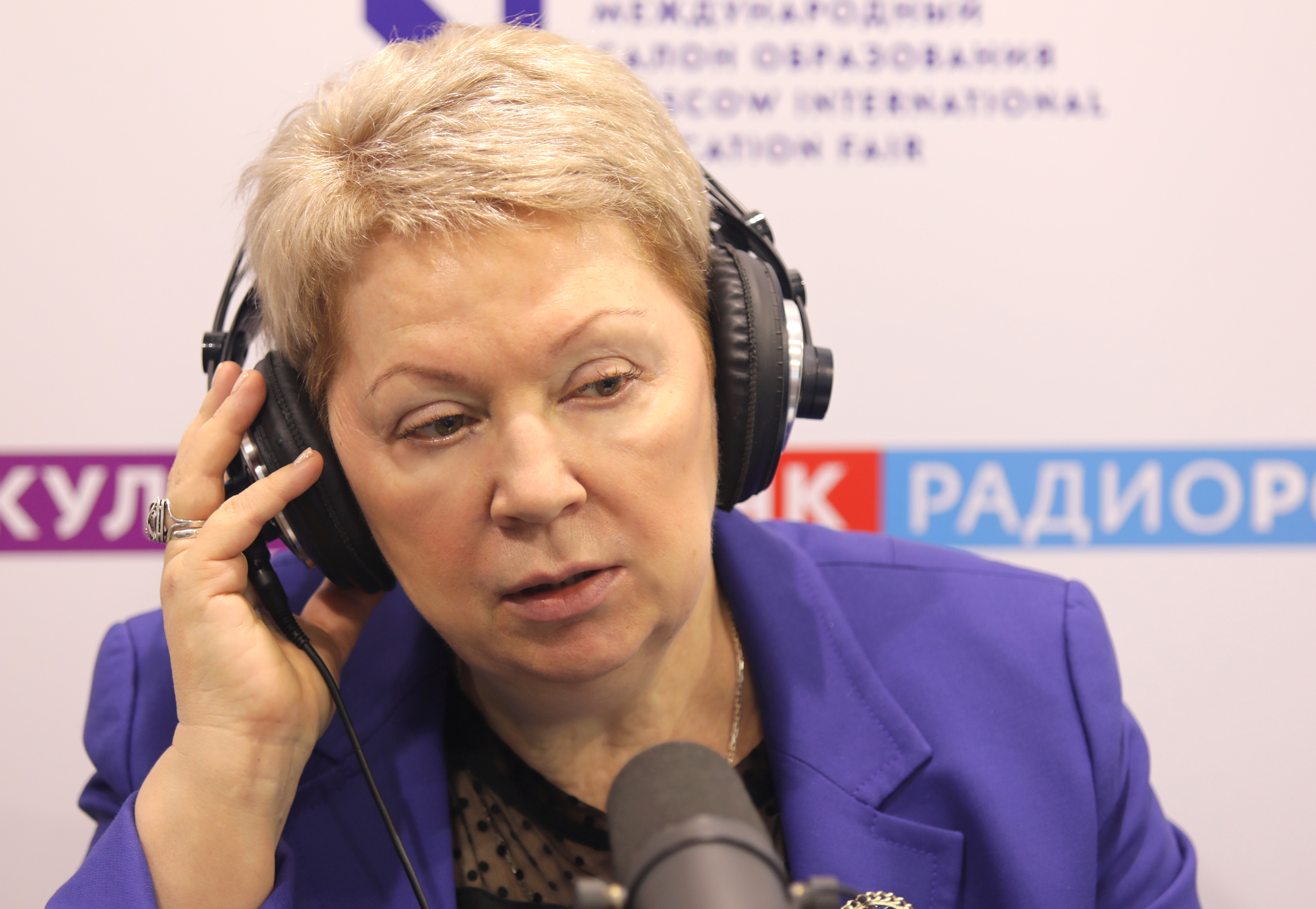
Ольга Васильева на открытии Московского международного салона образования-2017. ВДНХ, 12 апреля 2017 года

Назначение Васильевой на пост министра образования вызвало широкий общественный резонанс, на него отреагировали представители педагогического, учёного и религиозного сообществ, а также многие известные политические деятели.

### Положительные оценки
Религиозный и общественный деятель протодиакон Андрей Кураев охарактеризовал Васильеву как человека, который «знает много ещё закрытых (и бесславных) страниц церковной истории XX века». По его мнению, опасения насчёт возможной клерикализации ведомства после её назначения напрасны, поскольку Васильева серьёзный учёный, у которого нет «неофитских очков». Аналогичную точку зрения высказал физик, один из основателей сообщества «Диссернет» Андрей Заякин, который отметил, что научная компетенция нового министра в выбранной ею дисциплине «не имеет отношения к делу, которым она собирается заниматься» и что, ещё до назначения Васильевой, «всё плохое, включая вполне светское мракобесие, гравицапу и фильтры Петрика, что могло случиться с российским образованием, уже случилось».
По словам директора Института государственной службы и управления Российской академии народного хозяйства и государственной службы при Президенте Российской Федерации, доктора юридических наук Игоря Барцица, Васильева обладает умением «спокойно, взвешенно и достойно держать аудиторию, какой бы она ни была, сидят ли перед ней 17-летние ребята бакалавриата или студенты специализированных программ мастера, представители органов гос. власти».

### Критика
Главная претензия к Васильевой как к министру заключалась в том, что ей, по мнению оппонентов, не удалось предложить чёткой программы реформ в образовательной сфере РФ. Проект новых образовательных стандартов (ФГОСы), разработанный возглавлявшимся ею ведомством, был раскритикован многими преподавателями литературы. Всплывали и подозрения коррупционного плана, а именно что Васильева якобы лоббирует интересы издательства «Просвещение», которое называют «кипрским офшорным монополистом». Неоднозначную оценку вызывали также фокусирование Васильевой на вопросах религии и стремление внедрить соответствующие темы в учебный процесс.
Одним из жёстких критиков Васильевой и стиля её деятельности на министерском посту является журналист Александр Невзоров, высказывавшийся, например, о «несчастных детях», которым предстоят 11-летние мучения в школе после всех нововведений Министерства образования.